# Neopomacentrus azysron
 Neopomacentrus azysron és una espècie de peix de la família dels pomacèntrids i de l'ordre dels perciformes.

## Morfologia
Els mascles poden assolir els 7,5 cm de longitud total.

## Distribució geogràfica
Es troba des de l'Àfrica oriental fins a Indonèsia, Vanuatu, Taiwan, nord d'Austràlia, Nova Guinea i Salomó.